# Сент-Ю

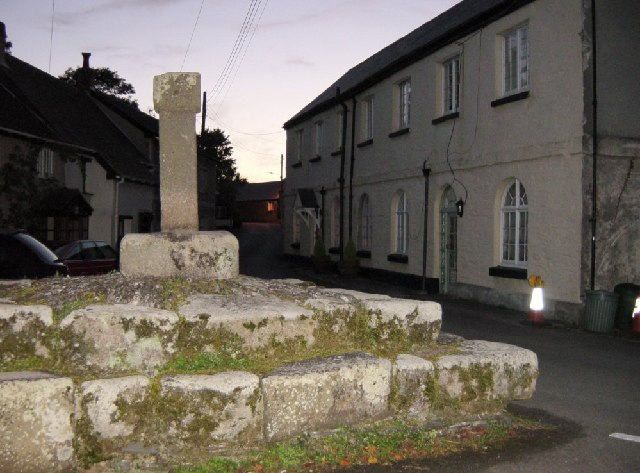
Крест Св. Евы

Сент-Ю (англ. St Ewe, корн. Lannewa) — община и деревня в среднем Корнуолле, Англия, Великобритания. Деревня расположена примерно в пяти милях (8 км) к юго-западу от городка Сент-Остелл.

## Древности
Свидетельство обитаемости этого места в раннем средневековье — придорожные кельтские кресты, относящиеся к периоду между девятым и одиннадцатым веками, некоторые из которых не уцелели, от них остались только основания.

## Церкви
Приходская церковь посвящена святой Еве, о которой известно очень мало. Первоначально церковь была построена в нормандском стиле крестообразной базилики, башня и шпиль были добавлены в XIV веке, а южный вход был пробит в XV веке. В церкви сохранились купель и алтарная перегородка XV века. В небольшом имении Ланнева долгое время жили церковные служители; предполагается, что это здание построено на остатках кельтского монастыря.
В окрестностях деревни находились ещё несколько часовен.

## Хелиган
На восточной окраине древни находится усадьба Хелиган, откуда открывается вид на небольшой порт Мевагиссей. Старое поместье семейства Тримейн в настоящее время известно своим недавно восстановленным садом викторианской эпохи (затерянные сады Хелигана).

## Язык
В Сент-Ю говорят на своеобразном диалекте, который был указан в обзоре английских диалектов.